# Juan Cossío
Juan Cossío (Ciudad Real, 1640 - Reino de Nápoles, 1701) fue un religioso español, hijo ilegítimo de Don Felipe IV, Rey de España.

## Vida y obra
Su madre fue una dama de la corte española, llamada Teresa (o Tomasa) Aldana. Pero, dado que fue criado en Liébana por un tal Don Francisco Cossío, se le llamó Juan Cossío; aunque la historia también lo conoce como Fray Juan del Santísimo Sacramento o, sencillamente, Fray Juan del Sacramento. En algunas fuentes bibliografías también aparece como Don Juan Corso.
Efectivamente, a la temprana edad de 15 años entró como religioso en la Orden de San Agustín, viviendo primero en Castilla para más tarde trasladarse al Reino de Nápoles, donde parece que sobresalió como predicador y teólogo. Fue confesor del Arzobispo de Brindisi, entre otros muchos cargos relacionados con su actividad religiosa.
Poco antes de morir, escribió la famosa “Vida del Venerable Siervo de Dios Vicente de Paul” (Nápoles, 1701).
Sobre él escribía Fray Enrique Flórez en su “Memorias de las Reynas Catholicas…” (Madrid, 1761): “Al verle por la calle, solían algunos pronunciar sin cautela: Allí va el hermano del Rey, (que era Carlos II) como oyó un Religioso, à quien traté. El interesado se mantuvo bajo el velo en que el padre le dejó, sin blasonar jamás su nacimiento: pero los que le trataron, convenían en que todas sus acciones eran de sangre Real” .